# Список умерших в 1131 году
В этой статье представлен список известных людей, умерших в 1131 году.
См. также: Категория:Умершие в 1131 году

## Январь
- 7 января — Кнуд Лавард — датский принц, ярл Шлезвига (1115—1131), король венедов (1129—1231), святой римско-католической церкви. Убит

## Февраль
- 6 февраля — Готфрид Кальвский — пфальцграф Рейнский (1113—1126/1129)
- 13 февраля — Элизабет де Вермандуа — дочь Гуго Великого, графа Вермандуа, первая графиня-консорт Лестер (1096—1118), как жена Роберта де Бомона; графиня-консорт Суррей (1118—1131), как жена Вильгельма де Варенна

## Март
- 1 марта — Иштван II — король Венгрии (1116—1131).

## Апрель
- 30 апреля — Адьютор Вернонский[фр.] — святой римско-католической церкви, покровитель Вернона, покровитель моряков, яхтсменов, пловцов[1].

## Июль
- 19 июля — Рамон Беренгер III Великий — граф Барселоны и Граф Жироны (1097—1131), Граф Осоны (1097—1107, 1111—1131), Граф Бесалу (1111—1131) как Рамон Беренгер I (окончательно присоединил графство к Барселоне), граф Берги и граф Конфлана c 1118 года как Рамон Беренгер I (окончательно присоединил графства к Барселоне, граф Сердани как Рамон Беренгер I с 1118 года, граф Прованса (1112—1131) как Раймунд Беренгер I

## Август
- 21 августа — Балдуин II Иерусалимский, участник первого крестового похода, граф Эдессы (1100—1118), король Иерусалима (1118—1131), регент Антиохии (1100—1103, 1119—1126, 1130—1131)
- 30 августа — Херви Бретонский[англ.] — епископ Бангора (1092—1109), первый епископ Или (1109—1131)

## Сентябрь
- Жослен I — участник первого крестового похода, князь Галилеи (1112—1118), граф Эдессы (1118—1131)

## Октябрь
- 5 октября — Фридрих I Каринтийский — архиепископ Кёльна (1100—1131)
- 8 февраля — Хильтебольд[нем.] — епископ Гурка (1106—1131)
- 13 октября — Филипп (II) Молодой — король Франции (1129—1131) (соправитель отца, Людовика VI)
- 24 октября — Герард II Высокий — граф Гельдерна (1029—1031)

## Декабрь
- 4 декабря — Омар Хайям — персидский поэт, философ, математик, астроном XI века.
- Харальд Хаконссон — ярл Оркни (1122—1127)

## Дата неизвестна или требует уточнения
- Абу-ль-Футух ар-Рази — персидский комментатор Корана.
- Адельхельм Энгельбергский — первый аббат Энгельберга, святой римско-католической церкви[2].
- Айн аль-Квузат[англ.] — персидский поэт, философ и математик
- Алгер Льежский — католический философ-схоластик и писатель, автор теологических трактатов. По другим источникам, умер в 1132 году.
- Алон[исп.] — епископ Аверсы (1122—1131)
- Пётр Брюи — французский еретик, основатель учения петробрузианцев.
- Вильгельм I — граф Люксембурга (1096—1131). Первым использовал название Люксембург для своих владений.
- Георгий[англ.] — король Дукли (1113—1118, 1125—1131)
- Гастон IV Крестоносец — виконт Беарна (1090—1131), участник первого крестового похода. По другим источникам, погиб в 1030 году.
- Добродея — дочь великого князя киевского Мстислава Владимировича и шведской принцессы Христины, жена родственника византийского императора Иоанна II Комнина, согласно наиболее распространённой версии — его старшего сына, носившего имя Алексей.
- Костантино I — судья Арбореи.
- Махмуд II — сельджукский султан Ирака (1118—1131)
- Императрица Мэнь[англ.] — императрица-консорт Китая (1092—1096), жена императора Чжэ-цзуна
- Ришар де Бри[фр.] — епископ Кутанса (1124—1131)
- Санаи — персидский поэт, один из крупнейших суфийских поэтов.
- Эли IV — граф Перигора.